# La Nación (Chili)
Pour les articles homonymes, voir La Nación.
La Nación (« La Nation » en espagnol) est un journal chilien fondé le 14 janvier 1917 par le journaliste et homme politique libéral Eliodoro Yáñez Ponce de León. Il est distribué dans tout le pays, quotidiennement, excepté le samedi, le 1er janvier et le 1er mai.
Son slogan est : Sin La Nación, la nación no sería la misma (« Sans La Nación, la nation ne serait pas la même »).

## Histoire
Le journal fut créé dans le but d'informer et de concurrencer les autres journaux de Santiago (El Mercurio, El Diario Ilustrado, Las Últimas Noticias). Selon Eliodoro Yáñez, il devait « d'abord prêter attention aux problèmes sociaux qui affectent une partie de la population qui représente le travail et le progrès économique du pays ».
En juillet 1927, le président Carlos Ibáñez del Campo expropria le journal pour en faire le porte-parole officiel du gouvernement.
Le quotidien connu une interruption de sa parution du 11 septembre 1973 au 3 juin 1980. Au cours des années 1980, La Nación fut le média officiel du gouvernement d'Augusto Pinochet, publiant des articles propagandistes.
Les 5 et 6 mars 1991, La Nación publia le rapport Rettig, rendu public le 4 mars précédent par le président Patricio Aylwin. Sous la présidence d'Eduardo Frei Ruiz-Tagle (1994-2000), le quotidien était dirigé par Jaime Castillo Velasco, figure fondatrice de la démocratie chrétienne chilienne et défenseur des droits de l'homme, avocat de la famille de l'ex-ministre d'Allende, Orlando Letelier.
Le journal est en 2010 la propriété du groupe Empresa Periodística La Nación S.A., entreprise détenue à 69 % par l'État chilien et qui publie également le Journal officiel de la République du Chili (Diario Oficial de la República de Chile) et la revue hippique La Fusta.
Son financement provient essentiellement des ventes du Diario oficial et de l'activité imprimerie du groupe car ses ventes sont faibles, à l'exception de son édition dominicale, La Nación Domingo.
En 2010, l'édition papier du journal est arrêtée, Sebastian Piñera l'a jugeant trop critique à l'égard de son gouvernement (l’État est actionnaire majoritaire du journal). La Nación passe ainsi uniquement à la publication sur son site Internet. En 2012, la fermeture du journal est annoncée.